# أوسكار بيرناردي
خوسيه أوسكار بيرناردي (بالبرتغالية: José Oscar Bernardi‏)، من مواليد 20 يونيو 1954، لاعب كرة قدم برازيلي سابق، ومدرب كرة قدم برازيلي حالي.
لعب مع منتخب البرازيل لكرة القدم.

## روابط خارجية
- أوسكار بيرناردي على موقع الاتحاد الدولي (مؤرشف)  (الإنجليزية)
- أوسكار بيرناردي على موقع قاعدة بيانات كرة القدم.إي يو (الإنجليزية)
- أوسكار بيرناردي على موقع ناشيونال فوتبول تيمز (الإنجليزية)
- أوسكار بيرناردي على موقع Soccerway.com (الإنجليزية)
- أوسكار بيرناردي على موقع عالم كرة القدم.نت (الإنجليزية)